# رهاب الذكور

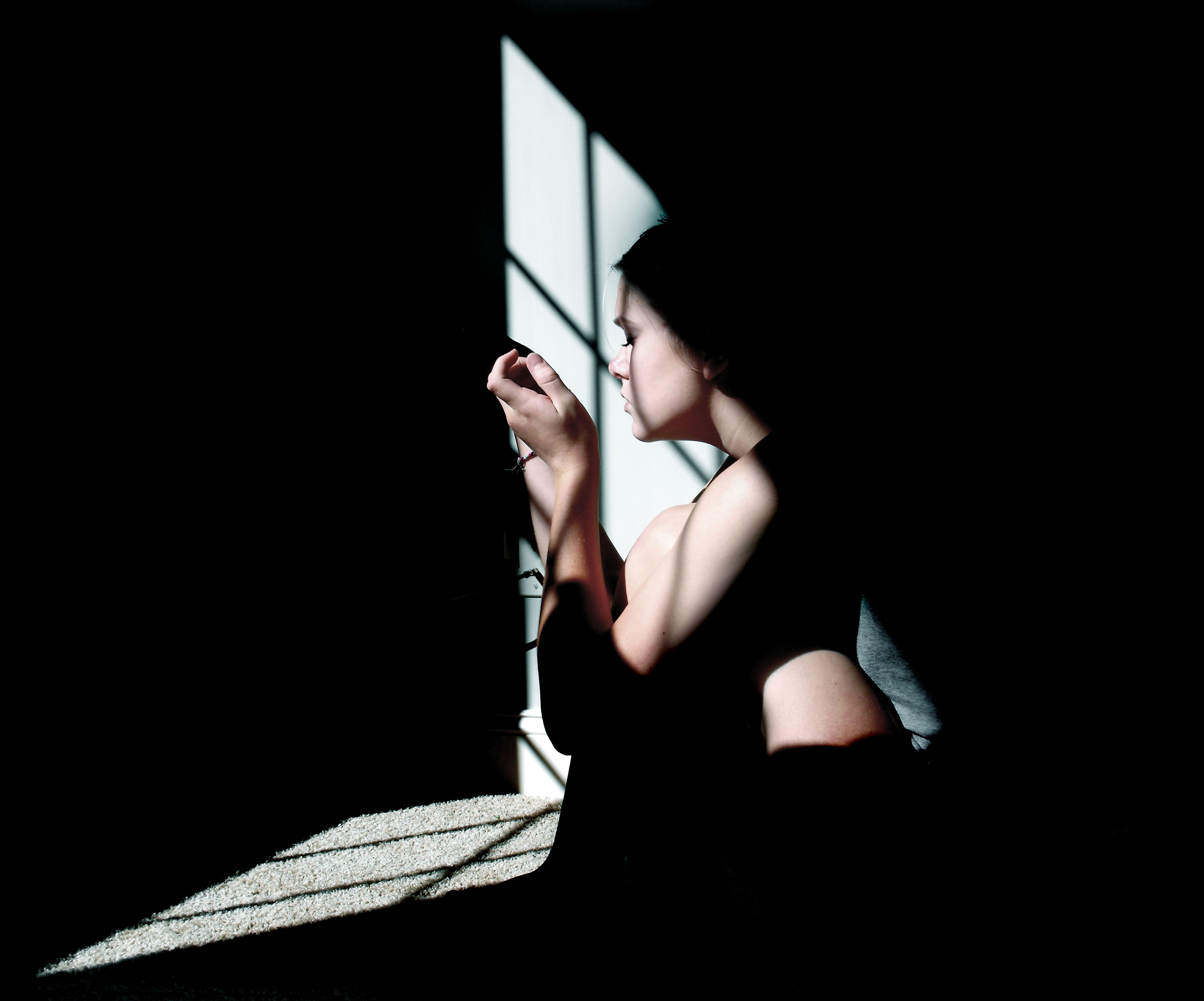
صورة توضيحية: امرأة تعاني من القلق

رهاب الذكور أو رهاب الرجال أو أندروفوبيا هو نوع الرهاب الذي يصيب النساء وتعاني فيه المرأة من خوف مرضي تجاه الرجال. هذا الخوف مزعج للغاية ويؤثر على الحياة المهنية والاجتماعية والشخصية للفتاة. مثل هذه المرأة لا تستطيع الدخول في تجربة الزواج حتى لو أرادت ذلك.
على الرغم من أن رهاب الذكور صعب العلاج إلا أنه من الممكن الشفاء منه تماما. وكلما كان العلاج مبكرا زادت فعاليته وسرعته.

## الأسباب

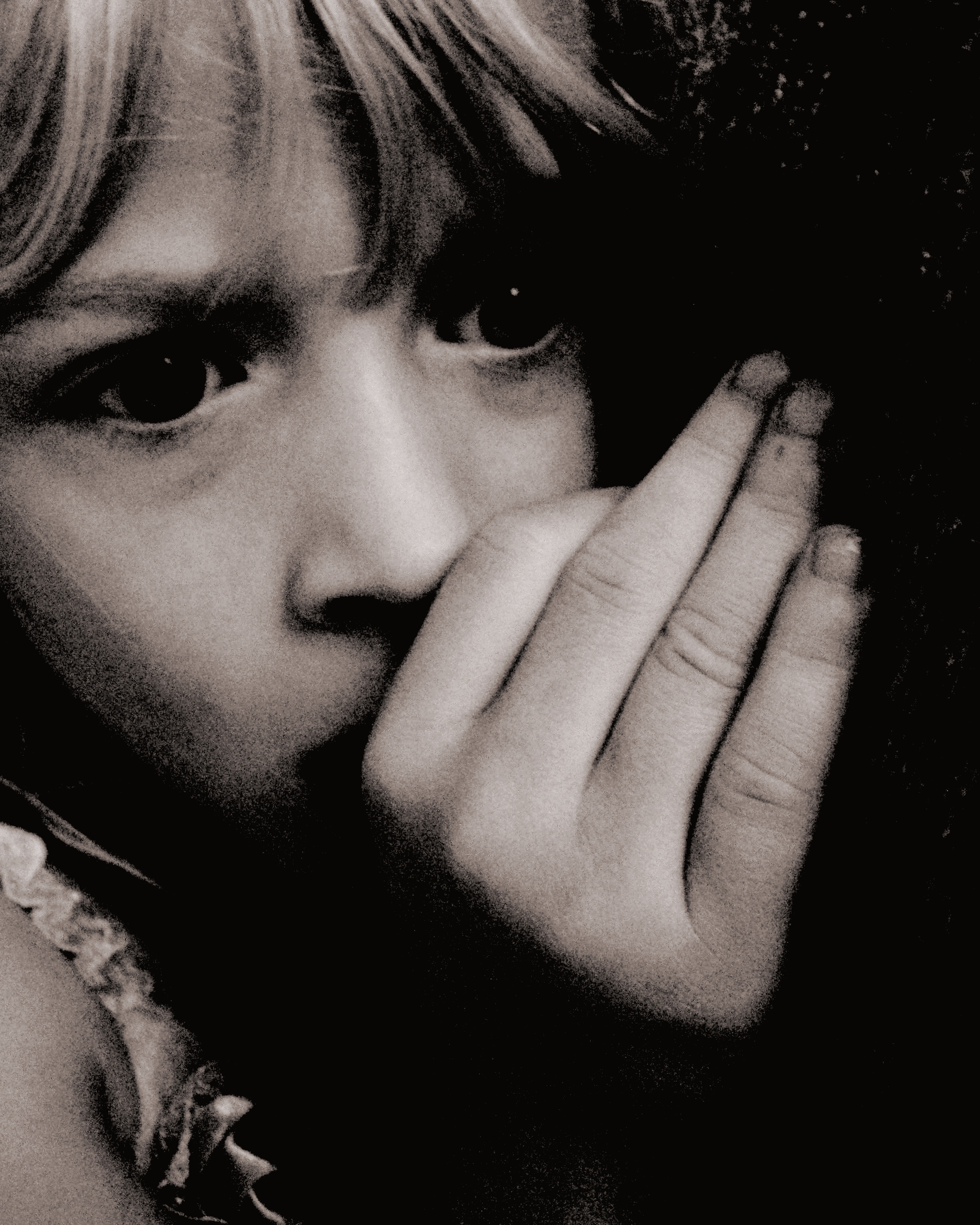
صورة توضيحية: طفل يخاف ويتوتر في الليل.

رهاب الذكور قد ينشأ عند امرأة كانت ضحية للاغتصاب, أو عند تعرض المرأة لإيذاء نفسي ناتج عن اعتداء لفظي أو بدني كأن يكون ناتجا عن العنف المنزلي، سواء كان لمرة واحدة أو تكرر عدة مرات؛ أو لمشاهدتها مثل هذه الأعمال أو سماع شيء من هذا القبيل. قد يحدث أيضا في مرحلة الطفولة ، عندما ترى الطفلة أن والدتها قد تعرضت لسوء المعاملة بطريقة ما. ليس دائما سبب رهاب الذكور هو التعرض لتجربة سيئة ففي بعض الأحيان قد يكون لسبب مختلف كأن تنشأ الفتاة في منزل دون رجل وليس لها علاقة مع والدها لذلك لم تكون أي علاقة من أي شكل مع الرجال.

## الأعراض
في رهاب الذكور أثناء تعرض المصابة إلى محفز لتوترها وخوفها كاجتماعها مع رجل أو مشاهدة رجل في صورة أو في التلفزيون أو بسبب تفكيرها برجل تظهر الأعراض التالية عليها:
| مشاعر الهلع والرعب                  | Ilustrativní fotografie paniky            |
| نوبات الذعر والقلق                  |                                           |
| ضيق في التنفس                       | Ilustrativní kresba dušnosti              |
| التعرق المفرط                       | Ilustrativní fotografie pocení            |
| رعاش واهتزاز                        |                                           |
| خفقان القلب, زيادة معدل ضربات القلب | Ilustrativní fotografie pulsního oxymetru |
| جفاف الفم                           |                                           |
| الغثيان                             |                                           |

## العلاج

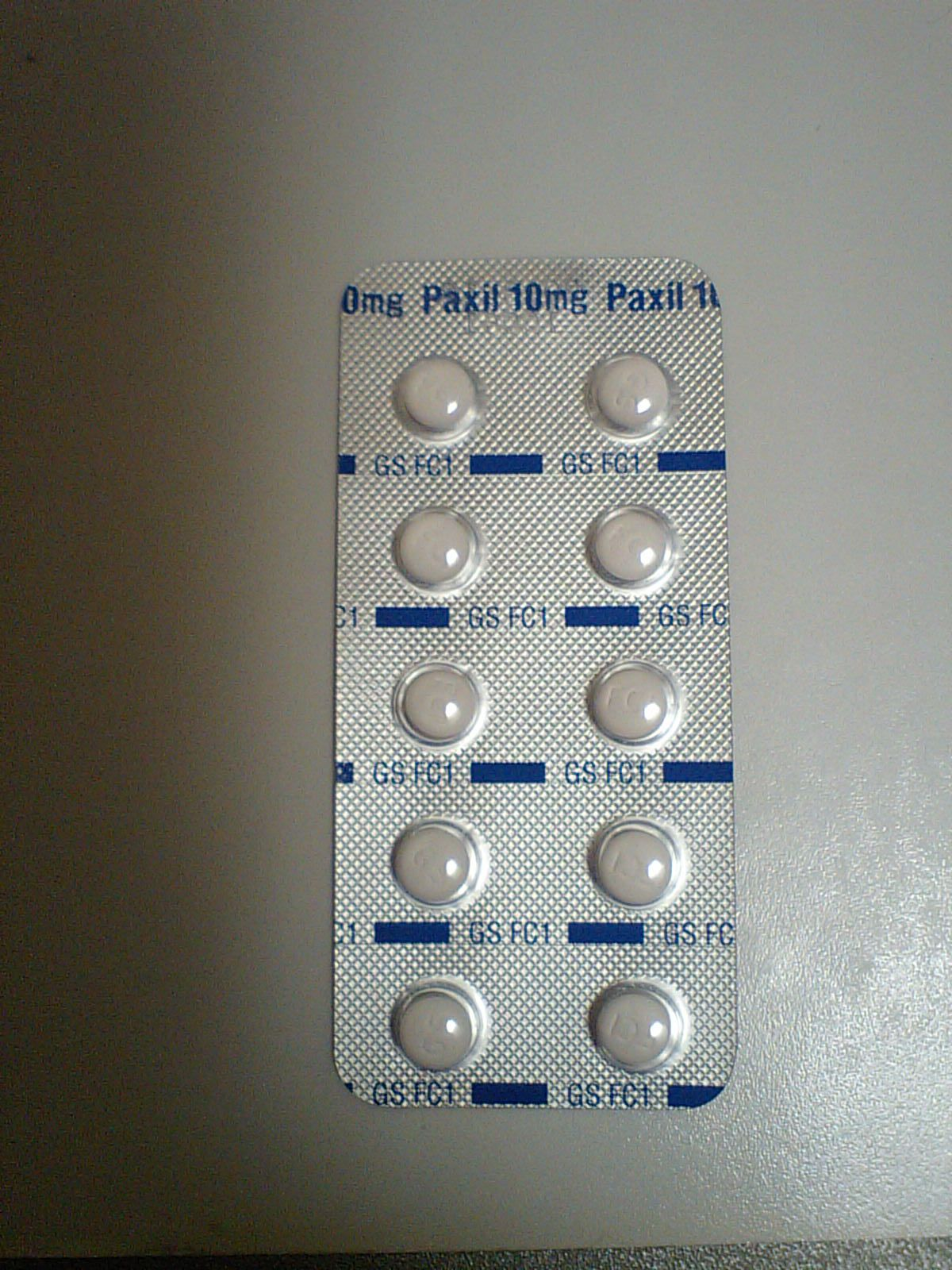
صورة توضيحية: باروكسيتين(مضاد للاكتئاب)

هناك طرق مختلفة للعلاج

### العلاج النفسي
يعتمد هذا العلاج على التواصل اللفظي وغير اللفظي من أجل مساعدة المريضة على استعادة الثقة بنفسها والتخلص من الخوف من الرجال. الشخصية المعنية تتحدث عن مشكلتها، حول ما يسبب أو يمكن أن يسبب الخوف من الرجال وأيضا تتحدث عن مشاعرها.

### العلاج بالتعرض
في هذا العلاج تتعرض المريضة للحالة التي تخشاها. وتبدأ تدريجيا بتقليل مقدار التوتر والخوف إزاء الحالة التي تسبب لها التوتر، بعد فترة معينة من الوقت يبدأ القلق بالانخفاض.
- في العلاج بالتعرض يجب:
  - الاستمرار لفترة زمنية طويلة بما فيه الكفاية من أجل خفض القلق.
  - أن تتم على الأقل مرة واحدة كل يوم (سواء كان ذلك تحت إشراف الطبيب المعالج أو بشكل شخصي)
  - يجب أن تزداد الحالات التي تتعرض لها صعوبة وتحديا تدريجيا.

### تقنياتالاسترخاء
هي الطرق التي تعلم إدارة التفكير بهدوء وتوازن والتي تؤدي بدورها للمساعدة في التخلص من نوبات الذعر.

### الأدوية
من الضروري في بعض الحالات جنبا إلى جنب مع إحدى طرق العلاج أعلاه تناول دواء مخفف للقلق.